# 4222-es mellékút (Magyarország)
A 4222-es számú mellékút egy közel 20 kilométer hosszú, négy számjegyű országos közút Hajdú-Bihar vármegye és Békés vármegye határvidékén; Komádi déli külterületeit köti össze Körösújfaluval és Vésztővel.

## Nyomvonala
A Hajdú-Bihar vármegye Berettyóújfalui járásához tartozó Komádi közigazgatási területén, a város központjától mintegy 3,5 kilométerre délre ágazik ki a 4219-es útból, annak a 18,800-as kilométerszelvényénél, nagyjából nyugati irányban. 3,7 kilométer után éri el az első számottevő elágazását, ott a 42 117-es számú mellékút ágazik ki belőle Dobaipuszta településrészre, déli irányban.
A 4,250-es kilométerszelvénye táján szeli át a megyehatárt, onnan a Békés vármegye Szeghalmi járásához tartozó Körösújfalu területén folytatódik. A 7. kilométerénél éri el e község lakott területének délkeleti szélét, majd kevéssel ezután kiágazik belőle a 42 336-os számú mellékút északi irányban, részint a község főutcájaként, részint a Körösnagyharsány–Vésztő–Gyoma-vasútvonal már megszűnt itteni megállóhelyének kiszolgálására.
A 11. kilométere után éri el az előbbi település nyugati határszélét, egy darabig még a határvonalat követi, de 11,6 kilométer után már teljesen vésztői területen folytatódik. 12,7 kilométer után délnyugati irányt vesz, majd nem sokkal ezt követően, még a 13. kilométere előtt keresztezi a 4223-as utat, amely ugyancsak nagyjából a 13. kilométerénél jár.
14,5 kilométer után nyugati irányba fordul, így éri el Vésztő belterületének keleti szélét, ahol a Kóti út nevet veszi fel, és így keresztezi a Békéscsaba–Kötegyán–Vésztő–Püspökladány-vasútvonal vágányait is, a 17,150-es kilométerszelvénye közelében. A 8. kilométere után, egy közel derékszögű irányváltással délnyugatnak, majd kicsivel arrébb délnek fordul, utóbbi iránytörésénél egy elágazása is van, a 42 338-as út ágazik ki belőle észak felé, Vésztő vasútállomás kiszolgálására. A folytatásban már a Kossuth Lajos utca nevet viseli, így szeli át a településen végighúzódó Körös-holtágat, és így is ér véget, beletorkollva a 4234-es útba, annak a 13,750-es kilométerszelvénye táján.
Teljes hossza, az országos közutak térképes nyilvántartását szolgáló kira.gov.hu adatbázisa szerint 19,475 kilométer.

## Települések az út mentén
- (Komádi)
- Körösújfalu
- Vésztő